# Max Nettlau
Max Heinrich Hermann Reinhardt Nettlau (Neuwaldegg, hoy parte de Viena, 30 de abril de 1865 - Ámsterdam,  23 de julio de 1944). Ha sido un importante historiador del anarquismo alemán e internacional. Partidario del anarquismo sin adjetivos y el panarquismo.

## Biografía
Nettlau estudió la lengua y literatura celtas en Viena, donde obtuvo a la edad de veintitrés años el título de doctor en la Universidad de Leipzig con una tesis sobre la gramática de la lengua Cimbrica. Pero se concentró rápidamente en la compilación de importantes documentos de la historia del movimiento anarquista. Para esto viajó a través de Europa y vivió en Londres y Viena. Desde 1885 a 1890, perteneció a la Liga Socialista, y a partir de 1895, al Freedom Group.
Durante la crisis económica que siguió a la Primera Guerra Mundial, la inflación hizo perder a Nettlau la fortuna heredada de sus padres, lo que le hizo vivir en condiciones muy precarias. Sin embargo, continuó recolectando documentos y publicando. En 1935, Nettlau vendió su inmensa colección de libros, periódicos, archivos y otros documentos sobre el socialismo y el anarquismo al Internationaal Instituut voor Sociale Geschiedenis (IISG).
Nettlau vivió en Ámsterdam desde 1938 hasta su muerte en 1944.

## Crítica
Rudolf Rocker lo calificó como el “Heródoto de la Anarquía”, por su gran contribución a la recopilación documental y la difusión de la historia del anarquismo.
Nettlau no es solo un historiador o intérprete del pensamiento anarquista sino que, tenía una concepción propia del mismo. La definición de su ideal, aludía a una forma de pensamiento sensible al anhelo de libertad, pero no de forma doctrinaria, sino con capacidad de evolución sin ninguna limitación dogmática. 
Nettlau contemplaba todas las concepciones y proyectos económicos que dieran al hombre la mayor libertad e independencia personales. Ya fuera el mutualismo, colectivismo o comunismo; todos eran medios destinados a tal fin y debían ser puestos a prueba sin ninguna validez indiscutible. De ahí, su “anarquismo sin adjetivos” ya mencionado y su gran flexibilidad de pensamiento. Era un pensador partidario de la libre experimentación para poner a prueba las teorías y fue uno de los primeros en defender los derechos de las minorías.

## Algunas obras
- La I Internacional en España (1868-1888)
- Michael Bakunin.  Biografía (1896-1900)
- Bibliografía de la Anarquía (1897)
- Histoire de l'anarchie (1934)
- Viaje libertario a través de la América Latina (enlace roto disponible en Internet Archive; véase el historial, la primera versión y la última). por Max Nettlau, Editorial Lxs Nadie, Abya Yala, (2017 [1934]).
- Varias biografías entre otras sobre Errico Malatesta y Eliseo Reclus